# Leptanilla kunmingensis
Leptanilla kunmingensis  (лат.) — вид мелких муравьёв рода Leptanilla из подсемейства Leptanillinae (Formicidae). Ориентальная область.

## Распространение
Встречается в Восточной Азии: Китай, Xishan Forest Park, Kunming, Yunnan Province.

## Описание
Мелкого размера муравьи жёлтовато-бурого цвета (около 2 мм). Голова длиннее своей ширины. Клипеус выступающий вперёд, вогнутый по переднему краю. Жвалы с 3 зубцами. Длина головы (HL) 0,47 — 0,50 мм, ширина головы (HW) 0,37 — 0,40 мм. Скапус усиков короткий (короче головы). Голова сужается кпереди. Метанотальная бороздка развита. Стебелёк между грудкой и брюшком состоит из двух узловидных члеников (петиоль и постпетиоль). Близок к виду Leptanilla hunanensis
.